# Anthony Ruberto
Anthony Rito „Boston Tony“ Ruberto Jr. ist ein professioneller US-amerikanischer Pokerspieler. Er ist zweifacher Titelträger der World Poker Tour.

## Persönliches
Ruberto verdiente sein Geld als professioneller Poolbillard-Spieler. Er lebt in Miami.

## Pokerkarriere
Seine erste Geldplatzierung bei einem Live-Turnier erzielte Ruberto Ende März 2006 in Mashantucket. Mitte Juni 2007 war er erstmals bei der World Series of Poker (WSOP) im Rio All-Suite Hotel and Casino am Las Vegas Strip erfolgreich und kam bei einem Turnier der Variante No Limit Hold’em in die Geldränge. Bei einem Event der Fall Poker Open Championship in Hollywood, Florida, belegte er im November 2010 den mit rund 275.000 US-Dollar dotierten zweiten Platz. Mitte Juni 2011 erreichte Ruberto seinen ersten WSOP-Finaltisch und beendete das Turnier als Sechster, wofür er knapp 85.000 US-Dollar erhielt. Mitte November 2011 setzte er sich beim Main Event der World Poker Tour (WPT) in Orange Park gegen 392 andere Spieler durch und sicherte sich eine Siegprämie von rund 325.000 US-Dollar. Bei der WSOP 2014 saß Ruberto an einem Finaltisch und landete dort auf dem mit 200.000 US-Dollar dotierten bezahlten dritten Rang. Anschließend erreichte er im Main Event der Turnierserie den sechsten Turniertag und schied dort auf dem mit mehr als 100.000 US-Dollar dotierten 68. Platz aus. Ende April 2018 belegte Ruberto beim Main Event der partypoker Millions North America in Kahnawake den dritten Platz und erhielt das bisher höchste Preisgeld seiner Pokerkarriere von einer Million Kanadischen Dollar. Anfang August 2018 wurde er beim WPT-Main-Event in Durant Vierter für mehr als 165.000 US-Dollar. Einen Monat später gewann Ruberto das Main Event der WPT in Hanover und sicherte sich seinen zweiten WPT-Titel sowie den Hauptpreis von knapp 350.000 US-Dollar. Seitdem blieben größere Turniererfolge aus.
Insgesamt hat sich Ruberto mit Poker bei Live-Turnieren mehr als 3,5 Millionen US-Dollar erspielt.